# Пимкин, Николай Сергеевич
Никола́й Серге́евич Пи́мкин (род. 27 июня 1963) — советский и российский спортсмен-альпинист, горнолыжник, парапланерист. Мастер спорта СССР по горным лыжам и альпинизму. Обладатель неофициального титула «Снежный барс», участник двух гималайских экспедиций. Совершил спуски на лыжах с пика Победы и по северной стене пика Ленина, на параплане со склонов пиков Хан-Тенгри и Чо-Ойю. 

## Краткая биография
Николай Пимкин родился в Ленинграде в семье альпинистов Сергея Николаевича и Риммы Васильевны Пимкиных. В 1985 году закончил педагогический факультет института физкультуры им. Лесгафта.
На горные лыжи встал с самого раннего детства и уже в 16 лет получил звание мастера спорта СССР. Специализировался в спусковых дисциплинах. С 1987 года параллельно с занятиями лыжами совершал альпинистские восхождения (всего более 100). В период с 1989 по 1992 годы поднялся на все семитысячники бывшего СССР (п. Корженевской, п. Коммунизма, п. Хан-Тенгри, п. Победы, п. Ленина), став обладателем титула «Снежный барс». В 1992 году за восхождение на пик Победы, которое заняло 3-е место на чемпионате СССР в высотном классе, получил звание мастера спорта по альпинизму.
В 1996 и 1998 годах был участником гималайских экспедиций на вершины Дхаулагири (до 7400 м) и Чо-Ойю (со склонов последней (не с вершины) впервые в истории отечественного парапланеризма совершил полёт. В 2002 году стал первым человеком в мире, совершившим спуск на лыжах с вершины пика Победы. В 2006 году совершил восхождение с последующим спуском на лыжах по центру Северной стены пика Ленина.
C 2008 года лидер, капитан, тренер и главный вдохновитель Команды Спидски Россия. Постоянный участник Кубков мира, чемпионатов мира и чемпионатов Speed Master PRO. Неоднократно попадал в первую десятку лучших спортсменов планеты по этому виду спорта. В 2014 году занял третье место (Идре (Швеция), 14 — 16 марта), а в 2015-м показал лишь одиннадцатый результат. 